# 大塩温泉 (福島県)
大塩温泉（おおしおおんせん）は、福島県大沼郡金山町（旧国陸奥国、明治以降は岩代国）にある温泉。
同名の温泉が、長野県上田市にもある。また、福島県耶麻郡北塩原村には大塩裏磐梯温泉が存在する。

## 泉質
- 含二酸化炭素-ナトリウム-塩化物・炭酸水素塩泉
  - 源泉温度38.6℃
  - 源泉は湯船で青白く濁る
  - 炭酸水素イオン含有量1773mg
  - 遊離二酸化炭素950.2mg

炭酸成分が日本でも有数の多さであるのが特徴。

## 温泉街
只見川と国道252号の間に温泉地が広がる。
鄙びた温泉地であり、旅館、民宿は2軒存在する。
共同浴場は1軒存在する。また、只見川沿いには春先のみ温泉が湧出する野湯がある。この湯船は昔は共同浴場として利用されていたが、ダム開発により河岸が近づくことから、取り壊すはずだったもの。また、常に整備されているわけではないので、場合によっては入浴前に清掃を行う必要がある。また、ダム湖のそばの崖沿いにあり、転落などの恐れもあって危険であり、入浴の際には十分注意する必要がある。
温泉地の近くには、炭酸水を汲むことができる井戸がある。この炭酸水は2019年に開催された第14回20か国・地域首脳会合にミネラルウォーターとして提供された。また、かつて輸出もされていた。現在は炭酸水をボトリングする工場が井戸近くに存在する。

## 歴史
開湯伝説によれば、弘法大師の発見とされる。
戦後は当地で行われた開発に翻弄されている。
- 1955年、本名ダム建設により、只見川沿いにあった温泉は水没し、現在地に移転した。
  - ダムの建設により元の温泉がダム湖に沈んだ温泉には、他に日中温泉、鶴の湯温泉、入之波温泉、大牧温泉、猿ヶ京温泉などがある。
- 1967年、近隣で行われた鉱山開発により湯温低下。現在の温度となっている。
- 以来入浴用に加温を行うようになっている。
- 2015年8月20日、共同浴場がリニューアルオープンした。

## アクセス
- 鉄道：只見線会津大塩駅より徒歩で約15分。

## 周辺
- 第七只見川橋梁